# Maribel Albalat Asensi
Maribel Albalat Asensi   (Paiporta, 28 d'octubre de 1979) és una política valenciana, alcaldessa de Paiporta (Horta Sud) des del 2021 a 2025.

## Biografia
Topògrafa de formació, milita al Partit Socialista del País Valencià (PSPV-PSOE) des de 2011, accedeix a l'alcaldia de Paiporta el juny de 2021 amb el suport de Compromís amb qui el seu partit havia signat un pacte de govern el 2019 pel qual els dos primers anys de legislatura estaria al front del consistori la regidor de Compromís Isabel Martín, i els dos següents Maribel Albalat.
El pacte va viure un important crisi el 2022 arran de la decisió de l'alcaldessa Albalat de reprendre la celebració dels bous al carrer després que l'anterior govern, amb la mateixa Albalat i el PSPV integrats al govern, denegaren el permís a l'espectacle taurí.
A les eleccions de 2023 aconsegueix ser el partit més votat amb quasi el 37% del vots i 9 regidories, però sense majoria. Maribel Albalat esdevé alcaldessa per majoria simple. Aquesta legislatura està marcada per les inundacions provocades per la gota freda d'octubre de 2024 que deixaren a Paiporta desenes de morts i enormes pèrdues materials.
Mesos després, el juny de 2025, anuncià que deixava l'alcaldia i la política per motius de salut.